# Église de la Dormition-de-la-Mère-de-Dieu de Pecka
Pour les articles homonymes, voir Église de la Dormition-de-la-Mère-de-Dieu.
L'église de la Dormition-de-la-Mère-de-Dieu de Pecka (en serbe cyrillique : Црква Успења Пресвете Богородице у Пецкој ; en serbe latin : Crkva Uspenja Presvete Bogorodice u Peckoj) est une église orthodoxe serbe serbe située à Pecka, dans le district de Kolubara et dans la municipalité d'Osečina en Serbie. Elle est inscrite sur la liste des monuments culturels protégés de la république de Serbie (no SK 1477),,,.

## Présentation

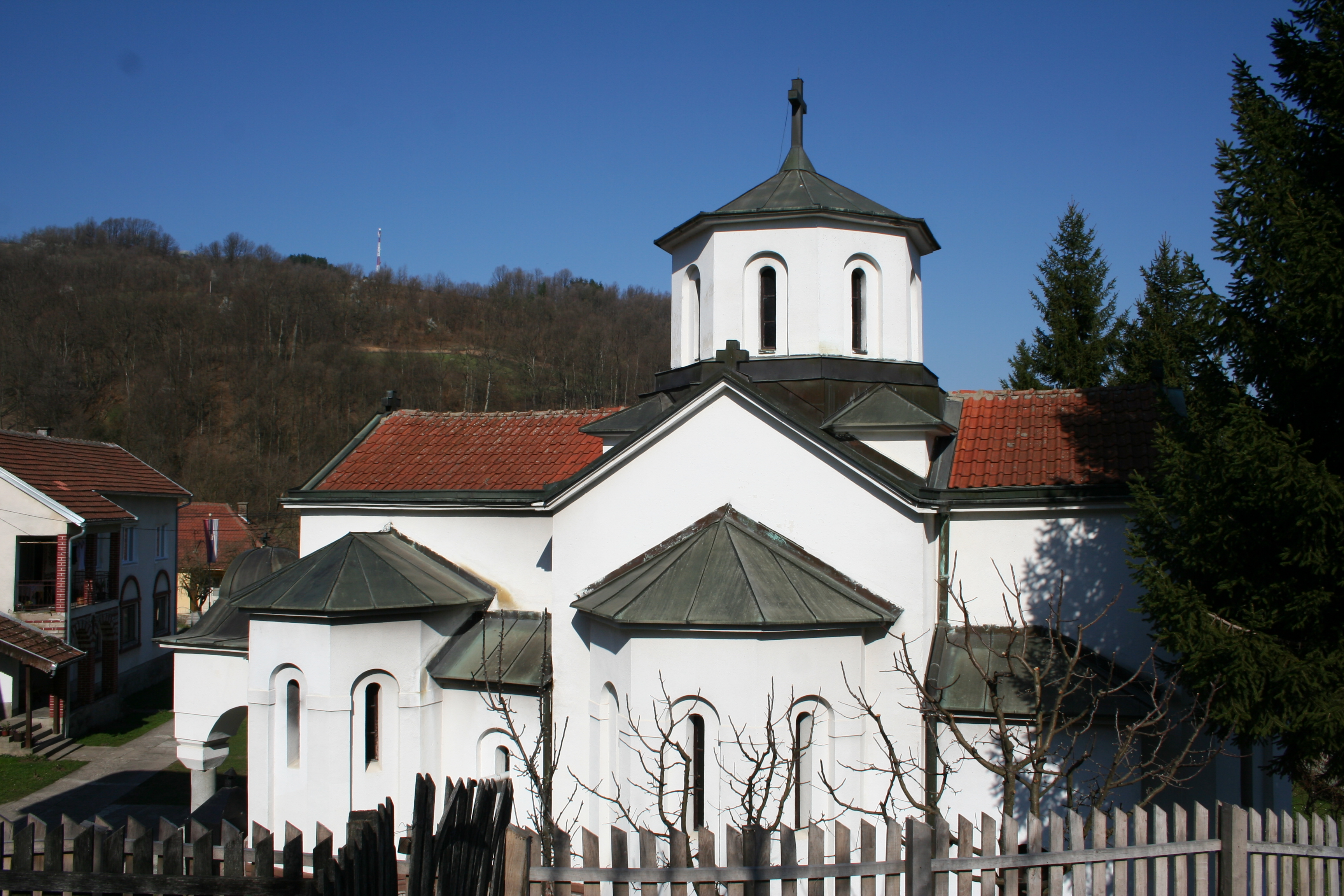
Le chevet de l'église.

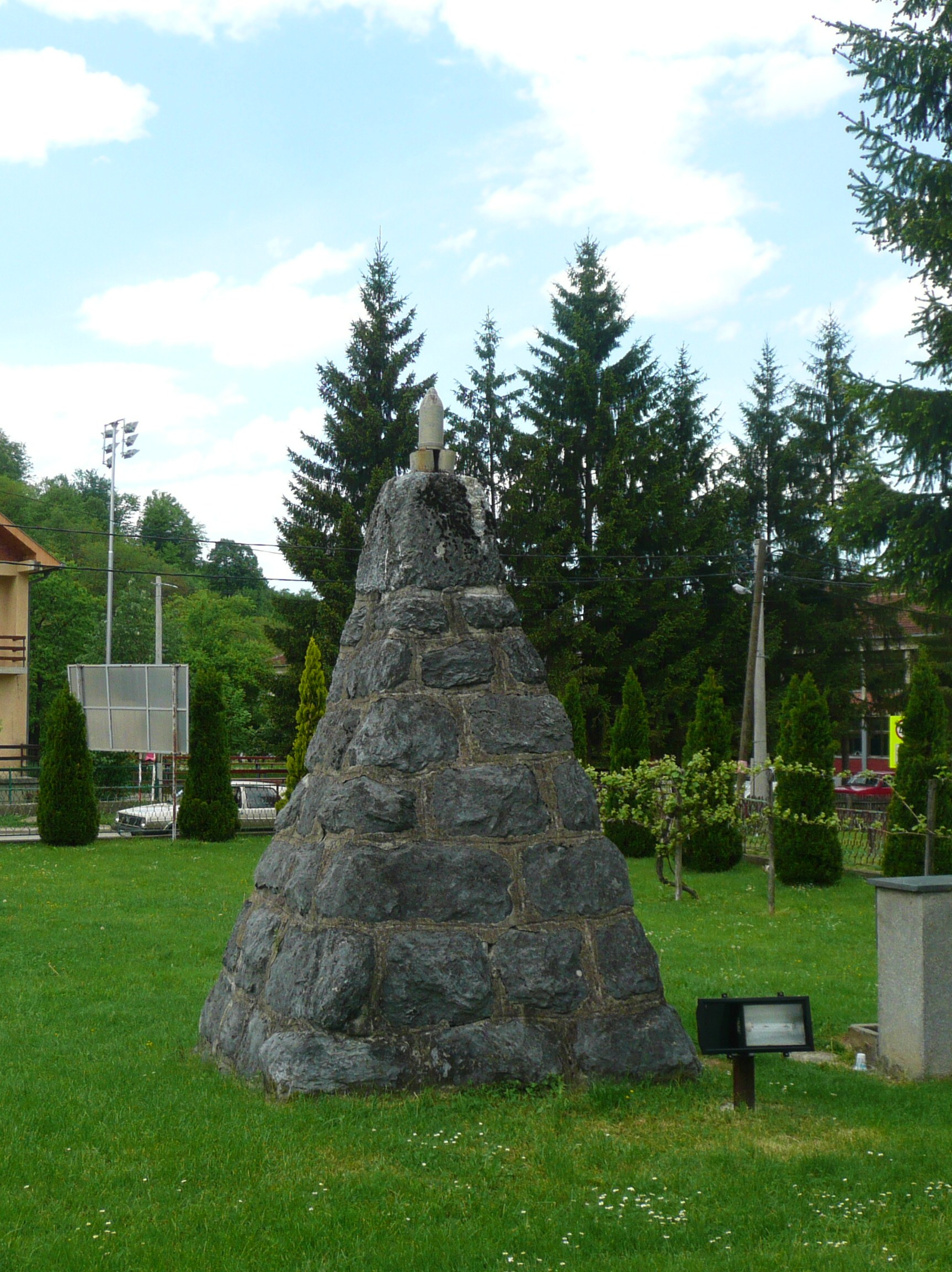
Le monument aux morts dans la cour de l'église

L'église a été consacrée le 17 octobre 1934. À son emplacement se trouvait un cimetière abritant des soldats de la Première Guerre mondiale appartenant à la Seconde division de la Morava morts dans les combats sur les monts Rožanj (en), Mačkov kamen et Cip dominant la Drina, ; parmi eux figurait Vladislav Ribnikar, le fondateur du journal Politika, mort le 1er septembre 1914 dans les montagnes de la Sokolska planina ; sa tombe se trouve aujourd'hui dans la cour de l'église. Le parvis abrite également un moment érigé en l'honneur des soldats  tombés au combat ; ce moment, de forme pyramidale, est construit en granite,.
Le projet de construction d'une église a été lancé par le prêtre Tihomir Petrović ; parmi les donateurs favorisant l'entreprise figurait le roi de Yougoslavie Pierre II. La réalisation du projet a été confiée à l'architecte Momir Korunović,, l'un des maîtres du style serbo-byzantin moderne. Dans l'église elle-même, aux entrées nord et sud, se trouvent des cryptes où sont enterrés entre 300 et 400 soldats ; une crypte située en dessous du clocher, situé à l'ouest de l'église, abrite environ 200 hommes, originaires de Pričević et de Stave,.
L'église, qui s'appuie sur un socle en pierres, est construite en béton enduit de plâtre ; elle s'inscrit dans un plan tréflé, avec une voûte en berceau et une coupole centrale circulaire qui, à l'extérieur, prend la forme d'un dôme octogonal ; cette coupole est soutenue par quatre piliers massifs. À l'est, se trouvent une abside et, de part et d'autre du chœur, deux autres absides, l'une pour la proscomidie et l'autre pour le diakonikon ; ces trois éléments architecturaux, demi-circulaires à l'intérieur, sont pentagonaux à l'extérieur. En plus de ces trois absides, Korunović en a ajouté deux autres au nord et au sud du porche d'entrée, juste en dessous du narthex ; l'une sert d'ossuaire et l'autre abrite un baptistère. Tous les murs intérieurs sont enduits de plâtre et peints en blanc, à l'exception des surfaces les plus petites qui sont richement colorées.
À l'extérieur, la façade occidentale possède un porche soutenu par deux colonnes massives en béton ; dans une niche se trouve une fresque représentant le visage du Christ.
À l'intérieur, l'église abrite une iconostase réalisée par Toša Đokić, un entrepreneur de Carina, et peinte par Stevan Čalić, un artiste de Šabac,.